# Seznam veleposlanikov Združenega kraljestva na Danskem
Veleposlanik Združenega kraljestva na Danskem (angleško: The Ambassador of the United Kingdom to Denmark) je diplomatski predstavnik Združenega kraljestva Velike Britanije in Severne Irske na Danskem, in vodja v Veliki Britaniji diplomatske misije na Danskem. Uradni naziv je veleposlanik njenega britanskega veličanstva v Kraljevini Danski (angleško: Her Britannic Majesty's Ambassador to the Kingdom of Denmark).
Do leta 1947 je imel britanski predstavnik na Danskem čin ministra, danski predstavnik v Združenem kraljestvu pa ustrezen čin Gesandta. Leta 1947 sta Danska in Združeno kraljestvo nadgradili svoja diplomatska predstavništva in vodji obeh misij imata od takrat čin veleposlanika.
Za veleposlanike dvora St. James na Danskem pred letom 1707 glejte Seznam veleposlanikov Kraljevine Anglije na Danskem. Za veleposlanike od 1707 do 1800 glejte Seznam veleposlanikov Velike Britanije na Danskem.

## Seznam vodij misij

### Izredni odposlanci in pooblaščeni ministri Združenega kraljestva
1801–1802: Brez diplomatskih odnosov 
- 1801–1802: Alleyne FitzHerbert, 1. pooblaščenec [1]
- 1802–1805: odpravnik poslov [1]
  - 1803–1804: Robert Liston (posebna misija) [1]
- 1805–1807: Benjamin Garlike [1]
- 1807: Brook Taylor ad vmes [1]
- 1807: Francis James Jackson ad interim [1]
- 1807: Anthony Merry [1]
- 1807–1814: Brez diplomatskih odnosov [1]
- 1813: pooblaščenci Alexander Hope in Edward Thornton [1]
- 1813–1814: pooblaščenec Edwarda Thorntona [1]
- 1814–1824: Augustus Foster [1]
- 1824–1853: Henry Watkin Williams-Wynn [1]
- 1852–1853: Henry Holroyd, 3. grof Sheffield (ataše)
- 1858: Sir Henry Elliot-Murray-Kynynmound
- 1859–1866: Augustus Paget
- 1863: John Wodehouse, 3. baron Wodehouse
- 1866–1869: Hugh MacDonell
- 1881–1884: Čast. Hussey Vivian
- 1884–1888: Čast. Edmund Monson  [2]
- 1888–1893: Hugh MacDonell
- 1893–1898: Sir Charles Stewart Scott
- 1898–1900: Edmund Fane
- 1900–1905: Edward Goschen
- 1905–1910: Čast. Sir Alan Johnstone
- 1910–1912: Conyngham Greene
- 1913–1916: Sir Henry Lowther
- 1916–1918: Ralph Spencer Paget
- 1919–1921: Sir Charles Marling
- 1921–1926: Granville Leveson-Gower, 3. Earl Granville
- 1926–1928: Sir Milne Cheetham
- 1928–1933: Thomas Hohler
- 1933–1935: Hugh Gurney
- 1935–1939: Čast. Sir Patrick Ramsay
- 1939–1940: Charles Howard Smith (Nemci so ga izgnali 9. aprila 1940)
- 1945–1947: Sir Alec Randall

### Veleposlaniki
- 1947–1952: Sir Alec Randall
- 1952–1956: Sir Eric Berthoud
- 1956–1960: Sir Roderick Barclay
- 1960–1962: Sir William Montagu-Pollock
- 1962–1966: Sir John Henniker-Major
- 1966–1969: Oliver Wright
- 1969–1971: Sir Murray MacLehose
- 1971–1976: Sir Andrew Stark
- 1976–1983: Dame Anne Warburton
- 1983–1986: Sir James Mellon
- 1986–1988: Peter Unwin
- 1989–1993: Nigel Williams
- 1993–1996: Hugh James Arbuthnott
- 1996–1999: Andrew Philip Foley Bache
- 1999–2003: Philip Astley
- 2003–2006: Sir Nicholas Browne [3]
- 2006–2008: David Frost [4]
- 2008–2012: Nick Archer [5]
- 2012–2016: Življenje Vivien [6]
- 2016–2020: Dominic Schroeder [7]
- 2020– : Emma Hopkins [8]